# Аполлон Кассельский
«Аполлон Кассельский» («Кассельский эфеб») — скульптура Аполлона, римская копия древнегреческой скульптуры, предположительно статуи «Аполлон Парнопиос» работы Фидия. Первым и наиболее знаменитым образцом данной иконографии является статуя, найденная в 1721 году и находящаяся в Касселе.
Сохранилось более 20 других копий.

## История и описание
Мраморная статуя Аполлона, позже названная «Кассельским», была найдена в 1721 году в нише древнеримской Виллы Домициана на озере близ местечка Сабаудия, расположенного между итальянскими городами Неттуно и Террачина, первоначально принадлежащей императору Домициану.
Некоторое время скульптура, предположительно, находилась в коллекции Конти в Риме, была известна под именем «Аполлон Конти» и описана немецким искусствоведом Иоганном Винкельманом как «Apollo im Pallaste Conti».
В 1770-х годах скульптуру Аполлона приобрёл почитатель классического искусства прусский король Фридрих II во время своей поездки в Италию. В 1779 году она была передана для обзора публике и обучения молодых мастеров в музей Фридерицианум города Касселя, в честь которого получила своё настоящее имя. Затем статуя находилась в кассельской Новой галерее. С 1974 года «Аполлон Кассельский» находится в античной коллекции дворца Вильгельмсхёэ в Касселе. Её высота составляет 199 сантиметров.

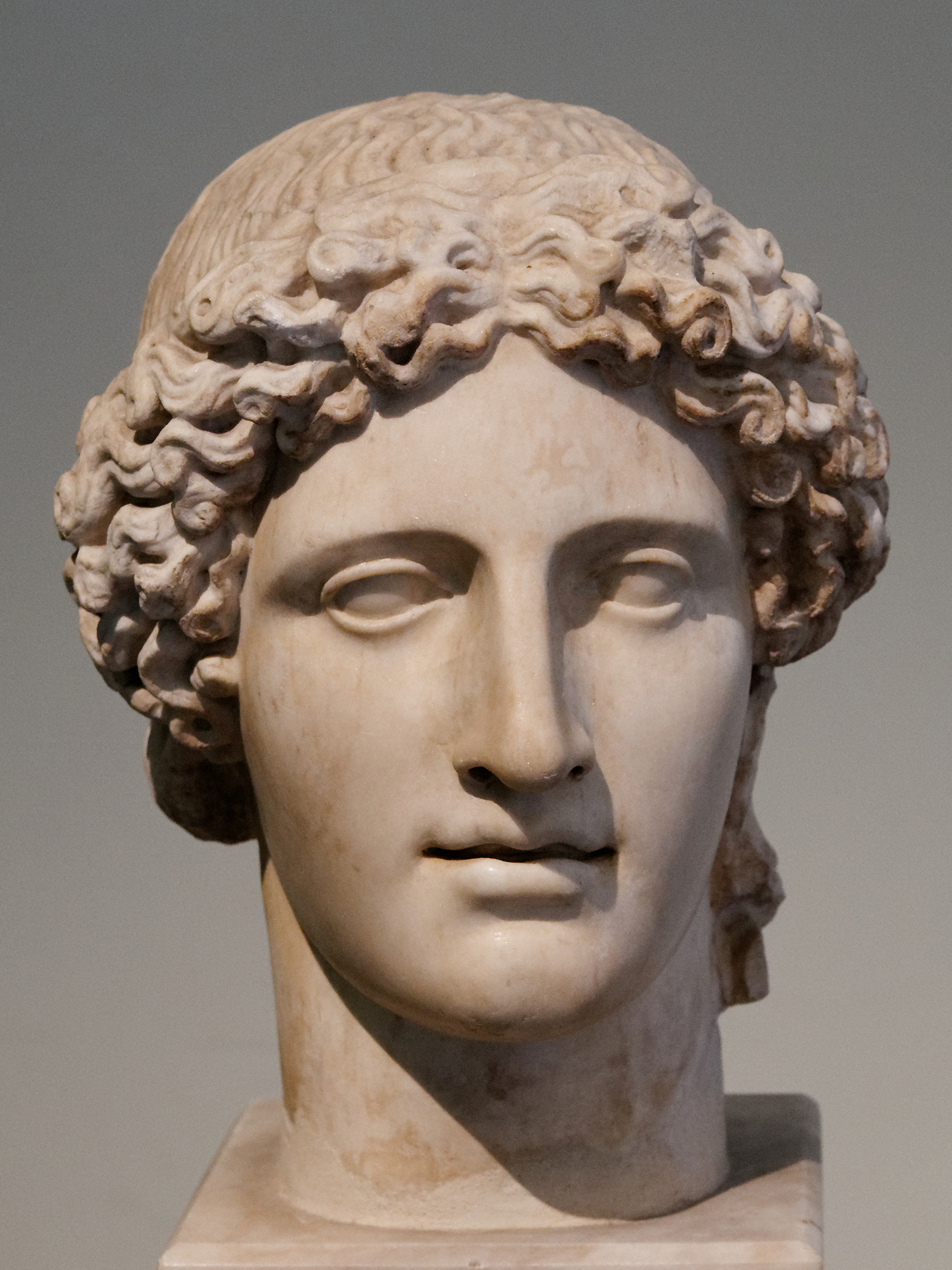
Голова «Аполлона Кассельского» в Археологическом музее Неаполя

Белая мраморная статуя была выполнена во II веке неизвестным римским скульптором как копия утерянного греческого бронзового оригинала. Известно большое количество сохранившихся копий «Аполлона Кассельского», особенно его головы. Также большое количество изображений этого божества на монетах и геммах говорит о том, что оригинал был знаменитой статуей.
Древнегреческий писатель Павсаний упоминал, что в Афинском Акрополе была установлена статуя в честь Аполлона, созданная Фидием, изображающая Аполлона как бога Парнопиоса, повелителя насекомых (кузнечиков). Поскольку последующие копии стилистически очень похожи на скульптурные фигуры, присутствующие на фризе Парфенона, стало естественным отождествлять статую «Аполлона Кассельского» с утраченной статуей «Аполлон Парнопиос».
Как правило, скульптуры изображает стоящего Аполлона, чередующего опорную и выдвинутую ноги. Хорошо видна мускулатура его тела. Лицо имеет классические греческие черты лица, вьющиеся волосы аккуратно уложены на голове. Предполагается, что «Аполлон Кассельский» держал лук в левой руке и кузнечика в правой, но эти элементы скульптур утеряны.